# 雅佩茲鱂脂鯉
雅佩茲鱂脂鯉，為輻鰭魚綱脂鯉目脂鯉亞目鱂脂鯉科的其一種，分布於南美洲Parima河、Uraricoera河、Marari河流域，體長可達15.3公分，棲息底中層水域，生活習性不明。